# Adam Weiner
Adam Weiner (* 28. März 1975 in Gdynia, Polen) ist ein polnischer ehemaliger Handball-Nationalspieler.

## Karriere

### Verein
Adam Weiner begann mit dem Handballspielen bei Wybrzeże Gdańsk. Dort wurde er polnischer Juniorenmeister und debütierte in der ersten polnischen Liga. 1997 wechselte er zum SV Anhalt Bernburg in die deutsche Regionalliga. 1999 zog er weiter zum Ligakonkurrenten Wilhelmshavener HV, mit dem er 2000 in die 2. Handball-Bundesliga und 2002 in die 1. Handball-Bundesliga aufstieg. Weiner schaffte mit seinem Team fünfmal den Klassenerhalt; im Jahre 2008 stieg man jedoch ab. Zur Saison 2008/09 wechselte Weiner zu Frisch Auf Göppingen, bei denen er einen bis 2011 gültigen Vertrag unterschrieb. Mit FA Göppingen gewann er 2011 den EHF-Pokal. In der Saison 2011/2012 spielte er bei der TSV Hannover-Burgdorf. Nachdem er 2013/14 mit guten Leistungen für die zweite Mannschaft in der 3. Liga auf sich aufmerksam gemacht hatte, wechselte er zur Saison 2014/15 erneut zum Wilhelmshavener HV. Mit den Wilhelmshavenern stieg er 2015 in die 2. Bundesliga auf. Nach der Saison 2016/17 beendete er seine Karriere und wurde Torwarttrainer beim Wilhelmshavener HV. Im Januar und Februar 2018 hütet er nochmals das Tor vom Drittligisten HF Springe.

### Nationalmannschaft
Weiner bestritt 57 Länderspiele für die polnische Nationalmannschaft. Bei der Handball-Weltmeisterschaft der Männer 2007 in Deutschland wurde er Vize-Weltmeister, bei der Handball-Europameisterschaft 2008 in Norwegen dagegen schied er nach der Hauptrunde aus.